# Алтие
Алтие е митично същество от САЩ. То представлява водно животно подобно на змия, но с опашка като на делфин. Обитава водните басейни и влажните местности (пещери в близост до реки и езера, и блата).

## Наблюдение
Съществуват много истории за наблюдения на Алтие. Те са най-често от Джорджия и по малко от другите части на САЩ. Първите сведения датират от 1700 г. В повечето случаи на срещи с него плувци го бъркат с малко подводно хълмче и се сблъскват с него. Криптидът е безобиден. Разкази за него датират още от индианци от предколумбовата епоха.